# 12.º distrito congresional de Illinois
El 12.º distrito congresional es un distrito congresional que elige a un Representante para la Cámara de Representantes de los Estados Unidos por el estado de Illinois.  Según la Oficina del Censo, en 2011 el distrito tenía una población de 664 195 habitantes. Actualmente el distrito está representado por el Demócrata William Enyart.

## Geografía
El 12.º distrito congresional se encuentra ubicado en las coordenadas 37°59′43″N 89°25′55″O / 37.99528, -89.43194.

## Demografía
Según la Oficina del Censo de los Estados Unidos, en 2011 había 664 195 personas residiendo en el 12.º distrito congresional. De los 664 195 habitantes, el distrito estaba compuesto por 534 745 (80.5%) blancos; de esos, 523 176 (78.8%) eran blancos no latinos o hispanos. Además 115 462 (17.4%) eran afroamericanos o negros, 1565 (0.2%) eran nativos de Alaska o amerindios, 7111 (1.1%) eran asiáticos, 185 (0%) eran nativos de Hawái o isleños del Pacífico, 4012 (0.6%) eran de otras razas y 12 684 (1.9%) pertenecían a dos o más razas. Del total de la población 18 611 (2.8%) eran hispanos o latinos de cualquier raza; 12 873 (1.9%) eran de ascendencia mexicana, 2222 (0.3%) puertorriqueña y 363 (0.1%) cubana. Además del inglés, 808 (2.1%) personas mayores de cinco años de edad hablaban español perfectamente.
El número total de hogares en el distrito era de 260 613, y el 65.2% eran familias en las cuales el 28.7% tenían menores de 18 años de edad viviendo con ellos. De todas las familias viviendo en el distrito, solamente el 46% eran matrimonios. Del total de hogares en el distrito, el 5.4 eran parejas que no estaban casadas, mientras que el 0.5% eran parejas del mismo sexo. El promedio de personas por hogar era de 2.47. 
En 2011 los ingresos medios por hogar en el distrito congresional fueron de US$42 005, y los ingresos medios por familia fueron de US$66 580. Los hogares que no formaban una familia tenían unos ingresos de US$93 007. El salario promedio a tiempo completo para los hombres era de US$47 793, frente a los US$32 217 para las mujeres. La renta per cápita para el distrito era de US$22 333. Alrededor del 14.9% de la población estaba por debajo del umbral de pobreza.